# Jürgen Sprenzinger

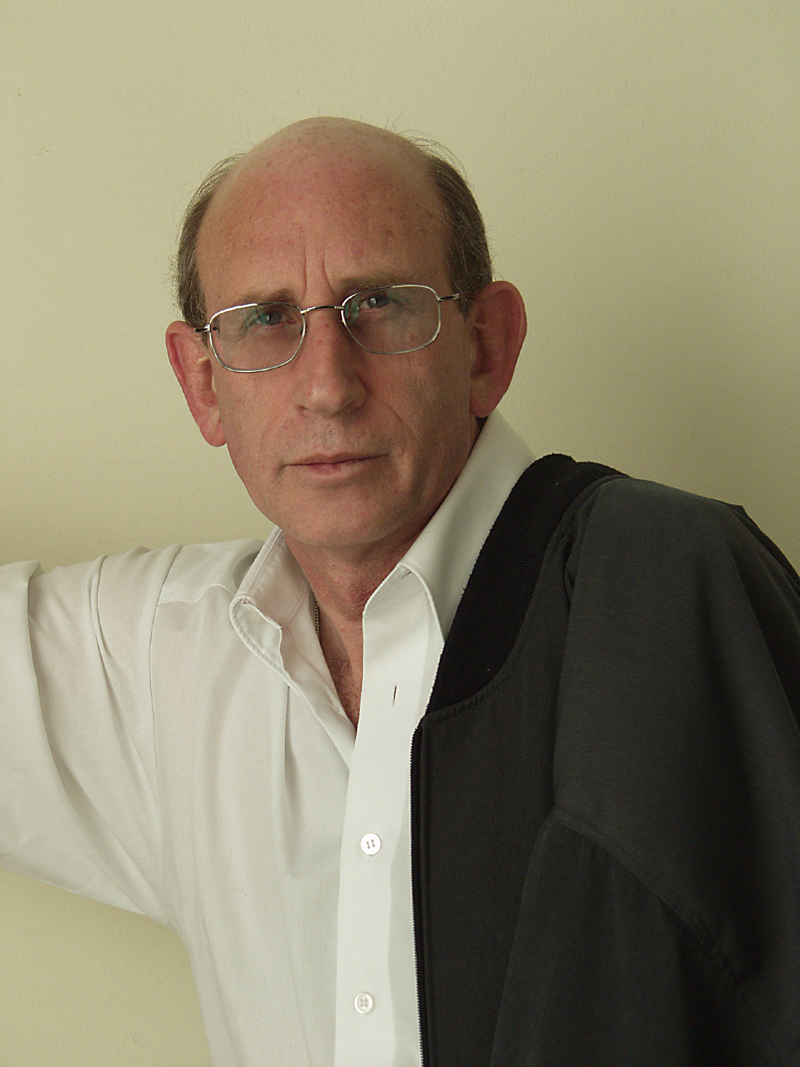
Jürgen Sprenzinger

 Jürgen Sprenzinger (* 13. September 1949 in Augsburg) ist ein deutscher Autor und Journalist.
Er veröffentlicht zumeist humoristische Bücher, die an Beispielen unter anderem den Umgang von Firmen und Behörden mit vermeintlich „einfachen“ Personen zeigen. Sein Erstlingswerk Sehr geehrter Herr Maggi schaffte den Sprung in die Bestsellerliste und erreichte 26 Auflagen.
Sprenzinger, der auch Computerfachmann ist, lebt in der Nähe von Augsburg.

## Publikationen

### Autor
- Sehr geehrtes Finanzamt. Knaur, München 2011, ISBN 978-3-426-78396-2.
- Sehr geehrter Herr Hornbach. Knaur, München 2010, ISBN 978-3-426-78104-3.
- Arbeit? Nein danke! Augsburg, Eigenverlag, 2007, ISBN 978-3-9810639-3-6.
- Die ägyptische Domina., Augsburg, Eigenverlag, 2007, ISBN 978-3-9810639-6-7.
- Der Tod ist grün. Mein Buch, Hamburg 2005, ISBN 3-86516-359-9.
- Der Frosch im Klo. Augsburg, Eigenverlag, 2005, ISBN 3-9810639-1-0.
- Mein lieber Herr Nachbar! Plausus Theaterverlag Bonn 2004.
- So ein Irrsinn! Plausus Theaterverlag, Bonn 2004.
- Blut und Liebeleien Plausus Theaterverlag, Bonn 2003.
- Mein Gott, Zeus! Plausus Theaterverlag, Bonn 2002.
- Ritter Wunibald von Wunnenstein. Dt. Theaterverl, Weinheim 2000.
- Liebeserklärung an die alltäglichen Dinge. Knaur, München 1999, ISBN 3-426-61261-5.
- Lieber Meister Proper! Droemer/Knaur, München 1998, ISBN 3-426-73070-7.
- Sehr geehrter Herr Maggi. Droemer/Knaur, München 1996, ISBN 3-426-73051-0.
- Sehr geehrter Herr Personaleinsteller – Katastrophen. Strube, München 2001, ISBN 3-921946-60-3.

### Mitautor
- mit Wolfgang Schlingen: Mein lieber Herr Nachbar. Droemer/Knaur, München 2000, ISBN 3-426-73071-5.

### Elektronische Medien
- The best of sehr geehrter Herr Maggi. Toger-Media, Neuching 2010, ISBN 978-3-00-029930-8.
- Sehr geehrter Herr Personaleinsteller. (CD) Strube, München 2001, ISBN 3-921946-60-3.

### Mitherausgeber
- Lieber Meister Proper! Sprenzinger, Augsburg, Straßberg 2006, ISBN 3-9810639-8-8.
- Mein lieber Schwan!! Sprenzinger, Augsburg, Straßberg 2006, ISBN 3-9810639-9-6.
- Sehr geehrter Herr Maggi. Sprenzinger, Augsburg, Straßberg 2006, ISBN 3-9810639-1-0.